# Nagroda Prezydenta Miasta Katowice w Dziedzinie Kultury
Nagroda Prezydenta Miasta Katowice w Dziedzinie Kultury – nagroda miejska przyznawana od 1984 roku w rocznicę uzyskania praw miejskich.

## Historia
Od 1984 w kolejne rocznice uzyskania przez Katowice praw miejskich przyznawana jest Nagroda Prezydenta Miasta za szczególne osiągnięcia w dziedzinie propagowania kultury. Nagrodą uhonorowywani są twórcom, pracownikom instytucji kulturalnych i animatorom kultury. Laureaci otrzymują dyplom, statuetkę oraz kwotę pieniężną. Uroczystość wręczenia nagrody odbywa się w Pałacu Goldsteinów.
Laureatami Nagrody w Dziedzinie Kultury byli tacy twórcy związani z miastem, jak m.in.: Kazimierz Kutz, Wojciech Kilar, Henryk Mikołaj Górecki, Karol Stryja, Krystian Zimerman, Tadeusz Kijonka, Krystyna Bochenek, Jurand Jarecki, Ireneusz Dudek, Jerzy Duda-Gracz, Andrzej Jasiński, Lech Majewski, Tadeusz Sławek czy Andrzej Urbanowicz.

## Lista nagrodzonych
| Rok  | nagrodzeni | źródło       |
| ---- | --- | ------------ |
| 2005 | Krzysztof Karwat | [ 2 ]        |
| 2007 | Jarosław Czypczar, Andrzej Gwóźdź, Chór Męski „Hejnał” Zakładowego Domu Kultury KWK "Wujek" w Katowicach, „Silesianie” Studencki Zespół Pieśni i Tańca Akademii Ekonomicznej w Katowicach | [ 3 ]        |
| 2009 | Jerzy Jarosik, Violetta Rotter-Kozera, Lech Szaraniec, Anna Szostak-Myrczek, Barbara Uracz                                                                                                | [ 4 ]        |
| 2010 | Ewa Niewiadomska, Piotr Szmitke, Marcin Wyrostek | [ 5 ]        |
| 2011 | Arkadiusz Ławrywianiec, Erwin Sówka, Marek Zieliński | [ 6 ]        |
| 2015 | Dżem, Krystyna Kajdan, Leszek Winder | [ 7 ]        |
| 2016 | Ewa Kokot, Monika i Johann Brosowie, Grupa mażoretek „Akcent” z Miejskiego Domu Kultury „Ligota”                                                                                          | [ 8 ] [ 9 ]  |
| 2017 | Miuosh, Beata Netz, Artur Rojek | [ 10 ]       |
| 2018 | Joanna Bronisławska, Marian Kisiel, Józef Skrzek | [ 11 ]       |
| 2019 | Marta Fox, Adam Godziek, Alexander Liebreich, Mona Tusz | [ 12 ]       |
| 2020 | Antoni Cygan, Stefan Łebek, Robert Talarczyk (nieobecny na uroczystości), Adam Wesołowski                                                                                                 | [ 1 ] [ 13 ] |
| 2021 | Tomasz Kurpierz, Marcin Marten, Grzegorz Płonka | [ 1 ] [ 14 ] |
| 2022 | Renata Bonczar, Grzegorz Chudy, Robert Ciupa, Regina Gowarzewska | [ 1 ]        |